# Lac Gammelstadsfjärden
Le lac Gammelstadsfjärden (en suédois : Gammelstadsfjärden) est un lac à Luleå de Suède.
Le lac s'étend de Furunäsudden près de Gäddvik (en) jusqu'à Fårhusnäsudden.

## Géographie

### Localisation
Le lac a une superficie de 22,7 kilomètres carrés et se trouve à 0,6 mètre d'altitude. 
Le lac est drainé par le cours d'eau Luleälven,.
Le lac Gammelstadsfjärden fait partie du sous-bassin hydrographique (729558-178157) que l'institut suédois de météorologie et d'hydrologie appelle la sortie du Gammelstadsfjärden. 
La hauteur moyenne est de 13 mètres d'altitude et la superficie est de 58,29 kilomètres carrés.
Si l'on inclut les 1 407 bassins versants en amont, la superficie cumulée est de 25 232,91 kilomètres carrés. L'écoulement du bassin versant du Luleälven se jette dans la mer.
Le bassin versant se compose principalement de forêts (34 %) et d'agriculture (12 %). 
Le bassin versant a 22,44 kilomètres carrés de surface d'eau, ce qui lui donne un pourcentage de lac de 38,5 pour cent. Les zones habitées de la zone ont une superficie de 4,07 kilomètres carrés, soit 7 pour cent du bassin versant.
L'état écologique du lac est jugé insatisfaisant.